# واسیلی گوجا
واسیلی گوجا (به رومانیایی: Vasile Godja) ‏ (۱۹۵۴ در بخارست) مربی فوتبال اهل رومانی بود. او در دهه ۱۳۷۰ در فوتبال ایران حضور داشت و در باشگاه تراکتور سازی تبریز مربیگری کرد، واسیلی گوجا سال ۱۳۹۵ در اثر ابتلا به بیماری در زادگاهش درگذشت و تا دو سال پس از مرگ او در ایران هیچ‌کسی از درگذشت مربی پیشین باشگاه تراکتور آگاهی نداشت تا این که در پی درخواست هواداران تیم فوتبال تراکتورسازی برای سپردن رُل تراکتور به واسیلی گوجا، روشن شد وی دو سال پیش درگذشته. واسیلی گوجا در ابتدا به عنوان تکنیسین فنی کارخانجات تراکتورسازی رومانی برای مشاوره و همکاری روانه بخش تولید و مونتاژ کارخانجات تراکتورسازی ایران واقع در تبریز شده بود که پس از سرکشیدن واسیلی از امکانات ورزشی کارخانه تراکتورسازی با اشتیاق فراوان برای پذیرفتن هدایت تیم فوتبال تراکتور اعلام آمادگی کرد و از این رو ناگهان وی جایگزین هدایت مهابادپور سرمربی وقت تیم فوتبال تراکتور شد و در اندک زمان کوتاهی توانست نتایج خیره کننده‌ای با تیم فوتبال تحت هدایت خود کسب کرده و مورد پسند هواداران باشگاه تراکتورسازی قرار بگیرد. در روزهای پایانی اردیبهشت سال ۱۳۹۷ به دنبال جدایی مربی ترک تبار باشگاه تراکتور، شماری از هواداران خواهان بازگشت تونی الویرا بودند که شباهت ظاهری با گوجا رسانه ها به اشتباه نام واسیلی گوجارا مطرح کردند که البته واسیلی گوجا در سال ۱۳۹۵ در اثر یک بیماری سخت در کشور خود درگذشته بود. او در دوران مربیگری‌اش در تراکتور، بنیان‌های باشگاه را پایه‌گذاری کرد و محبوبیت بسیاری در میان هواداران تراکتور کسب کرده بود. گوجا در سال‌های ۸۲ و ۸۳ نیز به استعدادیابی در مدارس فوتبال آذربایجان شرقی مشغول بود. وی بنابه گفته احد شیخ لاری به زبان ترکی تسلط کاملی داشت و با لهجه مخصوصی به ترکی سخن می گفت.